# Arhitekturni koncept
Arhitekturni koncept je izvorna, abstraktna (za)misel, ki opisuje temeljne značilnosti neke arhitekture. 

Običajno nastane kot odgovor na parametre konteksta naloge, ki jih arhitekt v dani nalogi prepozna kot relevantne. V konceptu so upoštevane in združene teme, ki so lastne posamezni arhitekturni rešitvi, ji dajejo specifično kvaliteto in jo razlikujejo od drugih rešitev. Jasen koncept je osnova za dobro arhitekturo in je usmeritev za tehnično, oblikovno in pomensko razdelavo projekta ter mora biti utrjen z vsako fazo projektiranja. Kadar je to doseženo, lahko govorimo o konceptualni čistosti oziroma jasnosti arhitekturne zasnove. Konceptualna jasnost neposredno govori o kvaliteti posameznega arhitekturnega projekta. 

Zanimivo je, da je Plečnik, ko mu je bil nek načrt všeč in po njegovem primeren za izvedbo rekel, da je sauber, kar pomeni čist.

Literatura:
- Gauda M., Guallart V., Muller W., Soriano F., Porras F., Morales J. (2003). The Metapolis Dictionary of Advanced Architecture. Barcelona: ACTAR.